# 舟甲山和田川神社
舟甲山和田川神社（わだがわじんじゃ）は、富山県射水市市井にある神社。
創建時は舟甲山神社という名称だったが、和田川総合開発による境川ダムの建設が1993年（平成5年）10月に完成し、1994年（平成6年）4月には安定水利として利用できることとなったため、これを契機として社名を舟甲山和田川神社に改めた。